# Rumilly-en-Cambrésis
Rumilly-en-Cambrésis – miejscowość i gmina we Francji, w regionie Hauts-de-France, w departamencie Nord.
Według danych na rok 1990 gminę zamieszkiwało 1590 osób, a gęstość zaludnienia wynosiła 235 osób/km² (wśród 1549 gmin regionu Nord-Pas-de-Calais Rumilly-en-Cambrésis plasuje się na 427. miejscu pod względem liczby ludności, natomiast pod względem powierzchni na miejscu 534.).